# Hans Bachmann (Journalist)
Hans Bachmann (* 17. Juli 1902 in Dagmersellen; † 30. März 1982 in Luzern; heimatberechtigt in Winikon und Luzern) war ein Schweizer Journalist, Jurist und Politiker (FDP). Von 1959 bis 1967 war er Chefredaktor der liberalen Tageszeitung Luzerner Tagblatt.

## Leben
Bachmann wuchs in einem bäuerlich-landwirtschaftlichen Milieu auf. Mit seiner Herkunft als «Käsersbub vom Lande» war er eine Ausnahmeerscheinung in der bürgerlichen Luzerner Presse.
Bachmann studierte Rechtswissenschaften in Genf, Heidelberg und Bern und wurde 1928 an der Universität Bern mit der Dissertation Der Irrtum nach Artikel 23 ff. des schweizerischen Obligationenrechts promoviert. Anschliessend war er von 1928 bis 1940 als Anwalt in Luzern tätig. Nebenamtlich war er von 1932 bis 1937 zudem Richter am Strafgericht Luzern. Von 1940 bis 1954 war er vollamtlicher Richter am Obergericht des Kantons Luzern.
1934 befürworteten die Luzerner Freisinnigen die Portierung Bachmanns, bereits Ersatzrichter, für den durch den Tod von César von Arx freigewordenen Sitz am Bundesgericht. Dem Vorhaben erwuchs sofort scharfe Kritik mit Hinweis auf das heftige Temperament Bachmanns, der bisher nur durch seine militante Opposition gegen die Katholisch-Konservativen in Luzern aufgefallen sei. Die Fraktion der Bundesversammlung verzichtete auf seine Portierung.
Ab 1941 war er Mitglied der Geschäftsleitung der Freisinnig-Demokratischen Partei der Schweiz und Präsident des Liberalen Pressevereins.
Im Zweiten Weltkrieg war Bachmann von 1943 bis 1945 Pressechef der Zensurstelle Pressekontrolle des Territorial-Kommandos 8 in Luzern als Nachfolger des zum Direktor der Schweizerischen Depeschenagentur (sda) gewählten Siegfried Frey.
Bachmann wurde 1949 in den Zentralvorstand des Schweizerischen Zeitungsverlegerverbandes (heute: Verband Schweizer Medien), 1953 zum Mitglied des Leitenden Ausschusses und 1955 zum Präsidenten des Verbandes gewählt. Als solcher engagierte er sich vor allem für ein werbefreies Fernsehen in der Schweiz. Nach seinem Rücktritt 1960 wurde er zum Ehrenmitglied ernannt. Er war ausserdem Mitglied des Vorstandes der Fédération internationale des éditeurs de journaux (FIEJ; heute WAN-IFRA) und von 1961 bis 1979 Revisor der sda. Er war zudem von 1949 bis 1973 Mitglied im Wohlfahrtsfonds der Keller & Co. AG, bis 1970 Mitglied der Liberalen Genossenschaft Luzern, 1970 Mitglied der Stiftung des Schweizerischen Zeitungsverleger-Verbandes zur Sicherung des schweizerischen Pressewesens und 1977 Mitglied im Stiftungsrat der Stiftung Liberales Heim Luzern.

## Luzerner Tagblatt
Der allgemeine Geschäftsrückgang während der dreissiger Jahre und des Zweiten Weltkrieges brachte die Verlagsgesellschaft des Luzerner Tagblatts, die Buchdruckerei Keller & Co. AG (ab 1965: Keller & Co. AG, Druckerei und Verlag), in grosse Schwierigkeiten. 1939 musste ein Kapitalschnitt vorgenommen werden, bei dem das Aktienkapital auf 50 % abgeschrieben und mit Hilfe einer liberalen Genossenschaft neu aufgestockt wurde. Nach der Durchführung der Sanierung wurde Oberrichter Bachmann als Berater in Fragen finanzieller Rekonstruktion in den Verwaltungsrat und schon ein Jahr später zum Verwaltungsratspräsidenten gewählt.
1943 verliess Bachmann den Posten als Oberrichter und trat als Inlandredaktor in das Luzerner Tagblatt ein. Die Sanierung von 1939 wurde durch den schlechten Geschäftsgang in den Kriegsjahren zunichtegemacht und musste 1945 in grösserem Ausmass wiederholt werden mit einem Kapitalschnitt auf diesmal sogar 20 % des Aktienkapitals. Bachmann gewann seinen früheren Klienten, den Luzerner Mostereibesitzer Jakob Ottiger, als Investor zur Übernahme der Aktienmehrheit, während er selbst sein Haus verkaufte und den Erlös in die Firma steckte. Ottiger wurde zum Verwaltungsratspräsidenten und Bachmann als Nachfolger des zur Neuen Zürcher Zeitung wechselnden Otto Sidler zum Direktor gewählt. Bachmann blieb zudem Mitglied des Verwaltungsrates und der Redaktion.
1959 übernahm Bachmann nach dem Tod von Ottiger wieder das Verwaltungsratspräsidium und im gleichen Jahr, nach dem Rücktritt von Fritz Keller, auch den Posten als Chefredaktor und sorgte damit für eine wahrlich «patriarchalische Führung». 1960 gab er das Amt als Direktor ab, Nachfolger wurde Hans Rudolf Kunz. Bachmanns dominante Persönlichkeit prägte während der sechziger Jahre wesentlich Bild und Inhalt der Zeitung; eine Revitalisierung und der angestrebte Ausbau der Zeitung gelangen aber aufgrund der zu geringen finanziellen Mittel des Verlages auch ihm nicht. 1966 gab er das Amt des Verwaltungsratspräsidenten ab und wurde zum Delegierten des Verwaltungsrates ernannt. Nachfolger als Präsident wurde Vizepräsident Alfred Ackermann, der die Aktienmehrheit von Ottiger kurz vor dessen Tod übernommen hatte.
1967 trat Bachmann mit Erreichen des Pensionierungsalters als Chefredaktor zurück, blieb aber weiterhin Mitglied des Verwaltungsrates bis 1974. 1971 übernahm er, nach dem Tode von Hans Rudolf Kunz, nochmals interimistisch bis Mitte 1972 die Direktion (Nachfolger wurde Hans Rudolf Schneebeli, ab 1976, nominell 1977 Walter Iten), und 1978 wurde er nochmals als Mitglied ohne Unterschrift in den Verwaltungsrat gewählt. Der Chef der Landis & Gyr, Nationalrat Andreas Brunner, hatte inzwischen die Aktienmehrheit treuhänderisch für fünf Jahre übernommen, sie aber bereits 1974 an die Inseratevermittlerin Publicitas weiterverkauft.
Ende der siebziger Jahre, als die Publicitas sich von der Aktienmehrheit trennen wollte, stand die Zeitung wieder vor dem Abgrund, und es drohte die Übernahme durch die Zollikofer AG in St. Gallen und die Umwandlung zu einem Kopfblatt des St. Galler Tagblatts. Bachmann, zusammen mit dem Mitglied des leitenden Redaktionsausschusses Hermann Heller, gelang es, dies zu verhindern, indem er als Präsident eines Aktionskomitees für 1,4 Millionen Franken Volksaktien unter die freisinnigen Bürger zu bringen vermochte und damit 1978 die Aktienmehrheit der Publicitas auslösen konnte.
1991 fusionierte das Luzerner Tagblatt mit dem katholischen Vaterland zur Luzerner Zeitung und 1996 diese mit den Luzerner Neusten Nachrichten zur Neuen Luzerner Zeitung (seit 2016 Luzerner Zeitung).

## Publikationen
- Der Irrtum nach Artikel 23 ff. des schweizerischen Obligationenrechts (= Abhandlungen zum schweizerischen Recht. Neue Folge. Heft 31). Stämpfli, Bern 1928 (zugl. Diss. Univ. Bern).

## Privates
Bachmann war verheiratet mit Julia geborene König. Er starb an den Folgen eines Unfalls.